# 육욕천
6욕천(六欲天)은 다음의 분류, 그룹 또는 체계의 한 요소이다.
- 불교의 우주론에서, 욕계 · 색계 · 무색계의 3계(三界) 가운데 욕계에 속한다.
- 불교의 우주론에서, 부파불교의 설일체유부와 상좌부불교 등의 지옥취 · 아귀취 · 방생취 · 인취 · 천취의 5취(五趣) 가운데 천취에 속한다.[6][7]
- 불교의 우주론에서, 부파불교의 독자부와 대승불교 등의 지옥도 · 아귀도 · 축생도 · 아수라도 · 인간도 · 천상도의 6도(六道) 가운데 천상도에 속한다.[8]
- 불교의 우주론에서, 초기불교 이래의 교의인 7식주(七識住) 가운데 제1식주(第一識)인 신이상이식주(身異想異識住)에 속한다.[9][10][11]
- 불교의 우주론에서, 대승불교의 교의인 25유(二十五有) 가운데 제9유부터 제14유인 4천처유(四天處有) · 33천처유(三十三天處有) · 염마천유(炎摩天有) · 도솔천유(兜率天有) · 화락천유(化樂天有) · 타화자재천유(他化自在天有)에 해당한다.[12][13][14]

6욕천(六欲天)은 아래 목록에 나열된, 욕계에 속한 여섯 하늘[天]을 말한다. 즉, 5취 또는 6도 가운데 천취 즉 천상도에 속한 세계들을 말한다. 천취 또는 천상도는 6욕천과 이것보다 상위의 하늘들인 색계 · 무색계의 모든 하늘들을 통칭하는 개념이다. 이 모든 세계들 즉 하늘들에 거주하는 유정들을 천인(天人) · 천중(天衆) · 비천(飛天) · 제바(提婆, 산스크리트어: deva, 데바) 등으로 부르며, 간단히 천(天)이라고 한다.
욕계6천(欲界六天) · 욕계천(欲界天) 또는 욕천(欲天)이라고도 한다. 줄임말로 6욕(六欲) 또는 6천(六天)이라고도 한다.
아래 목록의 명칭과 순서는 대승불교의 천태종의 논서인《천태사교의》에 따른 것이다.
1. 4천왕천(四天王天, 산스크리트어: cātur-mahārāja-kāyikā devāḥ)
2. 도리천(忉利天, 산스크리트어: Trāyastriṃśa)
3. 야마천(夜摩天, 산스크리트어: Yāmādevāḥ)
4. 도솔천(兜率天, 산스크리트어: Tuṣita)
5. 화락천(化樂天, 산스크리트어: Nirmāṇaratideva, Sunirmāarati)
6. 타화자재천(他化自在天, 산스크리트어: Para-nirmita-vaśa-vartino devāḥ)

## 6욕천(六欲天)의 뜻
6욕천(六欲天, 산스크리트어: ṣaḍ kāmadeva)은 욕계6천(欲界六天) · 욕계천(欲界天) 또는 욕천(欲天)이라고도 하며, 줄임말로 6욕(六欲) 또는 6천(六天)이라고도 한다.
6욕천(六欲天)은 욕계(欲界) · 색계(色界) · 무색계(無色界)의 3계 가운데 욕계에 속한 여섯 하늘[天]을 뜻하는데, '욕천(欲天)'은 이 여섯 하늘의 유정들은 모두 욕(欲, 산스크리트어: kāma)을 지니고 있다는 것을 의미한다.

### 욕(欲)의 뜻
《구사론》 제8권에 따르면, 욕계(欲界, 산스크리트어: kāma-dhātu)와 6욕천(六欲天, 산스크리트어: ṣaḍ kāmadeva)에서의 욕(欲, 산스크리트어: kāma)은 간략히 말하면, 즉, 욕계에서의 욕구와 쾌락 중 가장 지속적이고 강렬한 것을 들어 말하자면, 단식음소인탐(段食婬所引貪) 즉 '단식(段食)과 음욕(淫慾)에 의해 인기된 탐(貪)'을 말한다. 여기서 단식(段食)은 단식(段食) · 촉식(觸食) · 사식(思食) · 식식(識食)의 4식(四食) 가운데 하나로 밥 · 국수 · 나물 · 기름 · 장 따위와 같이 형체가 있는 음식을 말한다. 음욕[婬]은 성욕(性慾) 즉 남녀 간의 정욕(情慾)을 말한다. 즉, 욕(欲)은 간략히 말하면 식욕과 성욕을 말한다. 즉, 카마(kāma) 즉 욕계의 욕(欲)이란, 간략히 말해, 식욕과 성욕이라고 할 수 있다. 식욕은 생존의 욕구와 긴밀히 관련된 것이고 성욕은 종족 보존의 욕구 즉 번식욕과 긴밀히 관련된 것이다. 그리고 쾌락이라는 관점에서는 식도락과 성적 쾌락이 욕계의 쾌락 중 가장 지배적인 쾌락이며, 또한 욕계에 속박된 중생(인간과 동물 등)이 가장 널리 추구하고 탐닉하는 쾌락이라는 것을 의미한다.
하지만, 보다 엄밀히 말하자면, 카마(kāma) 즉 욕계의 욕(欲)은 욕탐(欲貪), 즉 욕계의 탐, 즉 욕계의 온갖 처소에서 아직 탐을 떠나지 못한 자의 탐을 말한다. 즉, 색욕(色欲) · 성욕(聲欲) · 향욕(香欲) · 미욕(味欲) · 촉욕(觸欲)의 5욕(五欲)을 떠나지 못한 즉 극복하지 못한 유정의 5욕을 말한다.
6욕천(六欲天)이라는 명칭에 대해 보다 자세히 설명하자면,
6욕천 즉 '욕계(欲界)에 속한 여섯 하늘[天]'이라고 할 때, 《구사론》 제8권에 따르면, 욕계라는 명칭에는 3가지 뜻이 있다.
첫째, 욕계(欲界)는 욕소속계(欲所屬界) 즉 '욕(欲)이 소속된 세계'를 뜻한다. 즉, 욕(欲) 즉 '단식(段食)과 음욕(淫慾)에 의해 인기된 탐(貪)'을 본질적 성질[自相]로 갖는 세계[界]를 뜻한다. 달리 말하면, 욕계는 욕(欲)이 소속된 세계[欲所屬界]의 줄임말이다.
둘째, 욕계(欲界)는 욕지계(欲之界) 즉 '욕(欲)의 세계'를 뜻한다. 즉, 욕계라고 불리는 세계가 능히 유정의 온갖 욕(欲) 즉 '단식(段食)과 음욕(淫慾)에 의해 인기된 탐(貪)'을 임지(任持: 맡아서 유지 · 보전함)하는 힘을 가지고 있다는 것을 뜻한다.
셋째, 욕계(欲界)는 욕계계(欲界繫) 즉 '욕계에 종속되는 법'를 뜻한다. 즉, 욕탐 즉 욕계의 탐에 의해 수증(隨增)되거나 욕탐을 수증(隨增)시키는 온갖 법들을 뜻한다. 따라서 무루법은 욕계의 탐은 물론이요, 색계 · 무색계의 탐에 그 어느 것에 의해서도 수증(隨增)되거나 이것들을 수증(隨增)시키지 않으며 오히려 이것들을 단멸시키므로, 3계 가운데 그 어디에도 종속되지 않기 때문에 불계(不繫)이다. 즉, 무루법은 비록 3계에서 일어날지라도 욕계계(欲界繫) · 색계계(色界繫) 혹은 무색계계(無色界繫)가 아니며 불계(不繫)이다.

### 천(天)의 뜻
6욕천(六欲天, 산스크리트어: ṣaḍ kāmadeva)에서의 천(天, 산스크리트어: deva)은 자신이 지은 업에 따라 지옥취 · 아귀취 · 방생취 · 인취 · 천취의 5취(五趣) 또는 지옥도 · 아귀도 · 축생도 · 아수라도 · 인간도 · 천상도의 6도(六道) 가운데 가장 상위의 상태인 천취 즉 천상도에 태어나는 유정들을 말하며, 또는 그 유정들이 태어나 거주하는 처소 즉 기세간으로서의 하늘들을 말한다. 또는 이들 유정과 기세간 둘 다를 말한다.
즉, 천취 즉 천상도의 유정들을 천(天)이라고 하는데, 이 경우 천인(天人) · 천중(天衆) · 비천(飛天) · 제바(提婆, 산스크리트어: deva, 데바) 등으로도 부른다.
불교의 우주론에 따르면, 천인(天人)이 거주하는 처소 즉 기세간으로서의 하늘[天]에 대하여, 욕계에 여섯 하늘[天] 즉 6욕천이 있다는 것에 경전과 논서들 거의 대다수에서 의견이 일치한다. 뒤집어 말하자면, 《장아함경》 제18권과 제20권 그리고 《기세경》 제1권처럼, 6욕천 가운데 가장 높은 하늘인 타화자재천(他化自在天) 외에 천마(天魔) 즉 악마(惡魔)들의 우두머리인 대마왕(大魔王) 파순(波旬, 산스크리트어: Pāpiyas)의 거주처인 마천(魔天, 산스크리트어: Māra-deva)이 별도로 존재한다고 보아 7욕천(七欲天)을 설정하는 경우가 있다. 《장아함경》 제18권과 《기세경》 제1권에 따르면 마천은 마천(摩天) · 마라파순천(魔羅波旬天) 또는 마라파순천(摩羅波旬天)이라고도 하는데, 욕계의 가장 높은 하늘인 타화자재천과 색계의 제1천인 범중천(梵衆天)의 중간에 위치한다.
 須彌山頂有三十三天宮。... 過三十三天由旬一倍有焰摩天宮。過焰摩天宮由旬一倍有兜率天宮。過兜率天宮由旬一倍有化自在天宮。過化自在天宮由旬一倍有他化自在天宮。過他化自在天宮由旬一倍有梵加夷天宮。於他化自在天．梵加夷天中間。有摩天宮。... 過梵伽夷天宮由旬一倍有光音天宮。

 
수미산 꼭대기에는 삼십삼천(三十三天: 도리천, 6욕천의 제2천)의 궁전이 있다. ...

삼심삼천을 지나 또 그만한 거리의 곱절을 가면 염마천(焰摩天: 야마천, 6욕천의 제3천)의 궁전이 있고, 염마천의 궁전을 지나 또 그만한 거리의 곱절을 가면 도솔천(兜率天: 6욕천의 제4천)의 궁전이 있으며, 도솔천의 궁전을 지나 그만한 거리의 곱절을 가면 화자재천(化自在天: 화락천, 6욕천의 제5천)의 궁전이 있고, 화자재천의 궁전을 지나 그만한 거리의 곱절을 가면 타화자재천(他化自在天: 6욕천의 제6천)의 궁전이 있으며, 타화자재천의 궁전을 지나 그만한 거리의 곱절을 가면 범가이천(梵加夷天: 梵天, 색계 초선천의 통칭, 즉 범중천 · 범보천 · 대범천의 통칭)의 궁전이 있다.

타화자재천과 범가이천의 중간에 마천(魔天: 한역 원어는 摩天)의 궁전이 있는데 ...

범가이천의 궁전을 지나 그만한 거리의 곱절을 가면 광음천(光音天: 여기서는 색계 2선천의 통칭)의 궁전이 있고
 — 《장아함경》 제18권 〈30. 세기경(世紀經) 1) 염부제주품(閻浮提洲品)〉. 한문본 & 한글본
 諸比丘。須彌山半。高四萬二千由旬。有四大天王所居宮殿。須彌山上。有三十三天宮殿。帝釋所居。三十三天已上一倍。有夜摩諸天所居宮殿。夜摩天上。又更一倍。有兜率陀天所居宮殿。兜率天上。又更一倍。有化樂諸天所居宮殿。化樂天上。又更一倍。有他化自在諸天宮殿。他化天上。又更一倍。有梵身諸天所居宮殿。他化天上。梵身天下。於其中間。有摩羅波旬諸天宮殿。倍梵身上。有光音天。

 
비구들아, 수미산 중턱 높이 4만 2천 유순되는 곳에 사대천왕(四大天王)이 살고 있는 궁전이 있으며, 수미산 위에는 삼십삼천(三十三天: 6욕천 중 제2천인 도리천)의 궁전이 있는데 제석(帝釋)이 살고 있다. 삼십삼천에서 한 갑절 올라가면 야마천(夜摩天: 6욕천 중 제3천)들이 살고 있는 궁전이 있고, 야마천에서 위로 또 한 갑절 올라가면 도솔타천(兜率陀天: 6욕천 중 제4천)이 살고 있는 궁전이 있고, 도솔천 위로 또 한 갑절 다시 올라가면 화락천(化樂天: 6욕천 중 제5천)들이 살고 있는 궁전이 있고, 화락천 위로 또 한 갑절 다시 올라가면 타화자재천(他化自在天: 6욕천 중 제6천)들이 살고 있는 궁전이 있고, 타화천 위로 또 한 갑절 다시 올라가면 범신천(梵身天: 색계 초선천의 통칭, 즉 범중천 · 범보천 · 대범천의 통칭)들이 살고 있는 궁전이 있다.

타화천 위와 범신천 아래의 그 중간에는 마라파순천(魔羅波旬天: 한역 원어는 摩羅波旬諸天)들의 궁전이 있고, 범신천을 갑절 오르면 광음천(光音天: 색계 2선천의 통칭)이 있고
 — 《기세경》 제1권 〈1. 염부주품(閻浮洲品)〉. 한문본 & 한글본
하지만 대체로 불교 일반에서는 마천이 곧 타화자재천이라고 본다. 즉, 불교 일반에서는 타화자재천을 악마들의 대왕인 대마왕 파순이 사는 곳이라 하여 마천이라고도 부른다. 그리고, 천마(天魔)는 온마(蘊魔) · 번뇌마(煩惱魔) · 사마(死魔) · 천자마(天子魔)의 4마(四魔) 즉 4종의 마군(魔軍) 가운데 천자마(天子魔)의 다른 이름이다.
그리고 무색계에 공무변처천(空無邊處天) · 식무변처천(識無邊處天) · 무소유처천(無所有處天) · 비상비비상처천(非想非非想處天)의 4천이 있다는 것에는 초기불교 · 부파불교 · 대승불교의 경전과 논서들 모두에서 의견이 일치한다.
하지만, 색계의 경우 초기불교 · 부파불교 · 대승불교의 경전과 논서에 따라 의견이 다른데, 부파불교의 설일체유부의 정통파인 비바사사는 16천이 있다고 보며, 부파불교의 경량부 등에서는 17천이 있다고 보며, 대승불교 등에서는 18천이 있다고 본다. 초기불교의 《장아함경》 등에서는 22천을 설하고 있다.

## 3계와 6욕천
부파불교의 설일체유부의 논서 《아비달마구사론(阿毘達磨俱舍論)》 제8권에 기술된 3계의 구조, 대승불교의 천태종의 논서 《천태사교의(天台四敎儀)》에 기술된 3계의 구조, 그리고 초기불교 경전인 《장아함경(長阿含經)》 제20권에 설해진 3계의 구조에서의 4천왕천(四天王天) · 도리천(忉利天) · 야마천(夜摩天) · 도솔천(兜率天) · 화락천(化樂天) · 타화자재천(他化自在天)의 6욕천(六欲天) 또는 여기에 마천(魔天)을 더한 7욕천(七欲天)의 위치는 아래 표와 같다.

## 분류

### 공거천·지거천

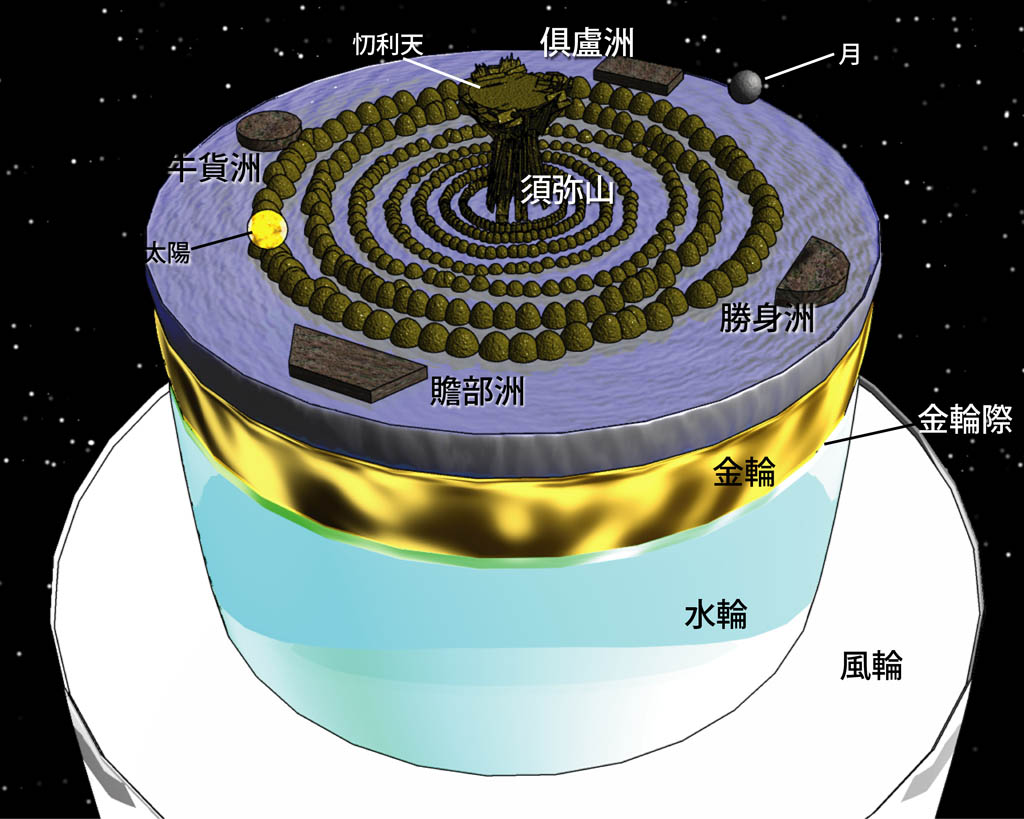
불교의 우주론의 1수미세계(一須彌世界): 가운데에 수미산(須彌山)이 있으며 수미산 꼭대기에 도리천(忉利天)이 있다. 풍륜 위에 수륜이 있고, 수륜 위에 금륜이 있으며, 금륜 위에 9산8해(九山八海)가 있다. 수미산은 9산 가운데 하나이다.

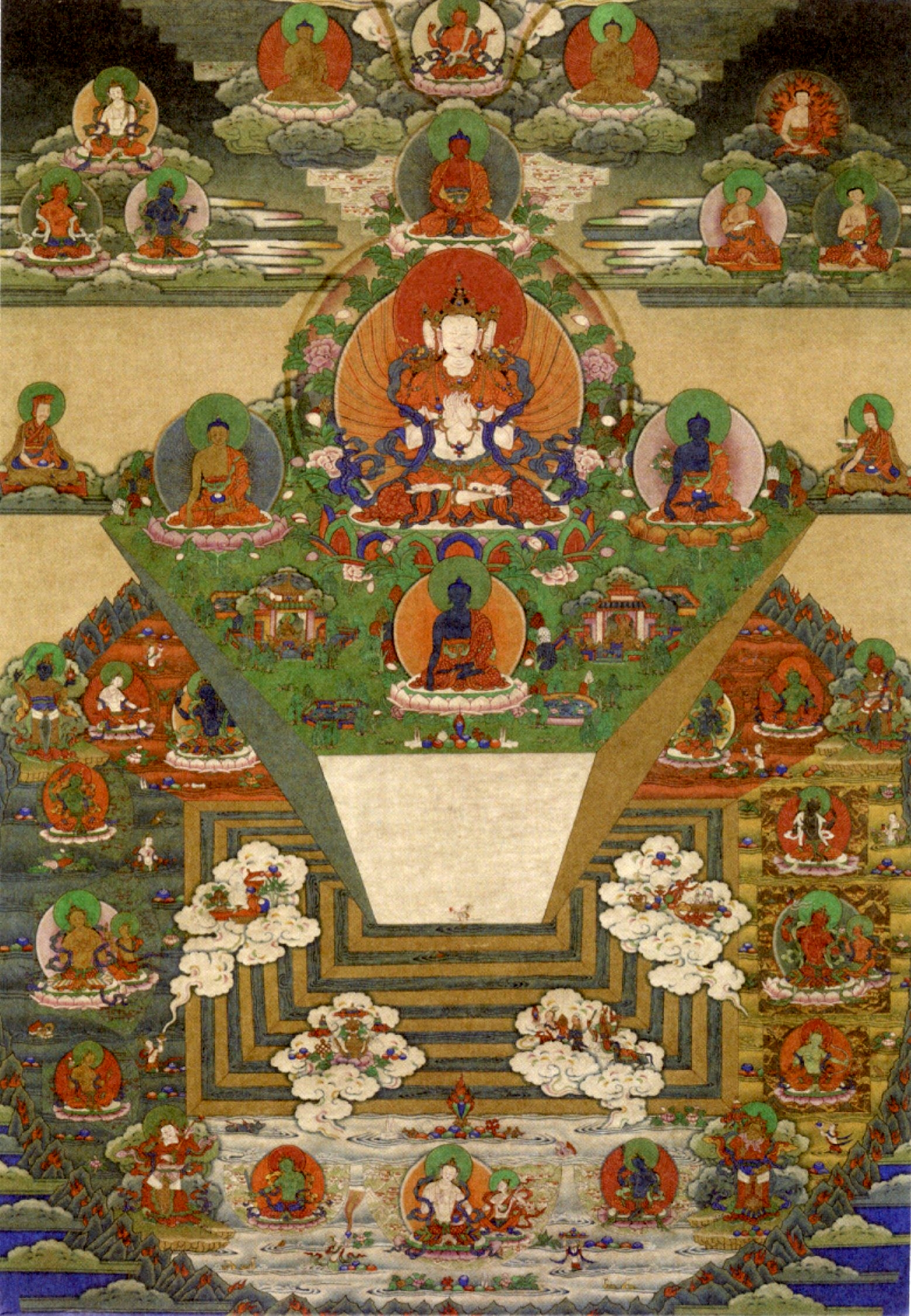
불교의 우주론을 보여주는 부탄의 19세기 탕카(thangka)로, 가운데에 수미산(須彌山)이 있다. 9산8해(九山八海)가 나타나 있다. 수미산은 9산 가운데 하나이다.

공거천(空居天, 산스크리트어: antarikṣavāsin, antarīkṣā devāḥ, vimāna-vāsin)은 기세간의 측면에서는 공중에 있는 하늘, 즉 공중에 있는 거주처로서의 하늘[天]들을 뜻하고, 이 하늘들에 거주하는 유정, 즉 천인(天人) 즉 천중(天衆)의 측면에서는 공중에 사는 천, 즉 공중에 사는 데바를 뜻한다.
지거천(地居天, 산스크리트어: bhūmi-nivāsin, bhūmy-avacara-deva)은 기세간의 측면에서는 땅에 있는 하늘, 즉 땅에 있는 거주처로서의 하늘[天]들을 뜻하고, 이 하늘들에 거주하는 유정, 즉 천인(天人) 즉 천중(天衆)의 측면에서는 땅에 사는 천, 즉 땅에 사는 데바를 뜻한다.
《구사론》 제11권 등에 따르면, 수미산의 총 높이는 16만 유선나인데 바다의 끝에서 시작할 때 수미산의 높이는 8만 유선나이다. 달리 말하자면, 수미산은 그 둘레에 있는 바다, 즉 8해(八海) 중 수미산을 둘러싸고 있는 바다 속에 잠긴 부분이 8만 유선나이고 바다 위에 드러난 부분의 높이가 8만 유선나이다. 총 8만 유선나의 드러난 부분에서, 6욕천 가운데 제1천인 4천왕천(四天王天)의 천중(天衆)들이 하반부의 4만 유선나에 걸쳐 자리잡고 있으며, 수미산의 중턱 부분 즉 하부에서 4만 유선나 되는 곳에 4천왕의 거처가 있다. 그리고 6욕천 가운데 제2천인 도리천(忉利天)이 수미산의 꼭대기에 위치하고 있다. 그리고 6욕천 가운데 나머지 4천, 즉 야마천(夜摩天) · 도솔천(兜率天) · 화락천(化樂天) · 타화자재천(他化自在天)은 도리천 위의 공중에 이 순서대로 위쪽으로 존재한다. 그리고 이들 4천 위에는 색계의 여러 하늘[天]들이 순서대로 존재하며, 또한 색계의 하늘들 위에는 무색계의 하늘들이 순서대로 존재한다.
이러한 이유로, 3계의 모든 하늘들 가운데 4천왕천과 도리천의 두 하늘만이 지거천이며, 나머지 모든 하늘들, 즉 욕계의 야마천 · 도솔천 · 화락천 · 타화자재천과 색계 · 무색계의 모든 하늘들은 공거천이다.

### 음애의 형식
6욕천의 천중(天衆)은 모두 인간처럼 음욕(婬欲)을 비롯한 갖가지 묘욕(妙欲)의 경계를 떠나지 못한 상태로 이것들을 향수한다. 그리고 범중천(梵衆天) 등의 색계 · 무색계의 천중(天衆)은 대치력에 의해 온갖 욕계의 법[欲法]으로부터 완전히 벗어났기 때문에 모든 천들 중에서 6욕천만이 묘욕(妙欲)의 경계를 향수한다.
6욕천의 천중(天衆)의 음상(婬相), 즉, 음애(婬愛)를 성취하는 방법 또는 모습에 차이가 있는데 이것을 전통적인 용어로 6욕천음상(六欲天婬相)이라 한다.
《구사론》 제11권에서는 6욕천음상을 다음 인용문처럼 게송으로 축약하여 표현하고 있으며, 또한 이 게송이 의미하는 바를 해설하고 있다. 이 게송에 나타난 바와 같이 6욕천의 음상에는 다섯 가지 유형이 있다.
 如是所說諸天眾中。頌曰。

　　六受欲交抱　　執手笑視婬

論曰。唯六欲天受妙欲境。
 
이상에서와 같이 설한 온갖 천중들에 대해 게송으로 말하겠다.

　　6욕천은 교합[交]하고, 포옹[抱]하고, 손을 잡고[執手]

　　웃음짓고[笑], 바라보며[視] 음욕(婬欲)을 향수한다.

논하여 말하겠다. 오로지 6욕천만이 묘욕(妙欲)의 경계를 향수한다.
 — 《구사론》 제11권. 한문본 & 한글본
부파불교의 설일체유부의 논서 《구사론》 제11권과 《순정리론》 제31권, 그리고 대승불교의 유식유가행파의 논서 《유가사지론》 제5권에 따르면, 6욕천의 음상의 다섯 유형은 다음 목록과 같다.
1. 교(交) 즉 교합: 수미산에 의지하여 살고 있는 천중들, 즉 지거천에 속한 4천왕천(四天王天)과 도리천(忉利天)의 천중들은 인간처럼 형교(形交) 즉 신체적인 형태상의 교합에 의해 음애를 성취한다. 하지만, 그렇지만 풍기(風氣)만을 배설함으로써 뜨거운 번뇌[熱惱]를 바로 제거하기 때문에 인간처럼 다른 어떤 부정(不淨)을 갖지는 않는다.
2. 포(抱) 즉 포옹: 6욕천 가운데 제3천인 야마천(夜摩天)의 천중들은 재포(纔抱) 즉 잠시 포옹함에 의해 음애를 성취한다. 즉, 남천(男天, 산스크리트어: deva, 데바, 남성 천인(天人),[93] 천남(天男)[94])과 여천(女天, 산스크리트어: devī, 데비, 여성 천인(天人),[95] 천녀(天女)[96])이 함께 염심(染心: 번뇌에 오염된 마음, 여기서는 성욕)을 일으킬지라도 잠시 서로 껴안기만 하면 바로 뜨거운 번뇌가 종식된다. 그러나 혼자서만 염심을 일으킨 경우라면 비록 포옹의 즐거움은 향수할지라도 음애가 성취되지는 않는다. 그리고 만약 둘 모두에게 염심이 일어나지 않은 상태에서 포옹하는 경우 이것은 마치 가족 · 친구 등의 친한 이들이 서로 경애(敬愛)하는 것과 같기 때문에 어떠한 과실(過失)도 없다. 한편, 불교의 우주론에 따르면 여천(女天)은 6욕천에만 있다. 즉, 색계 이상에는 여천이 존재하지 않는다.[95]
3. 집수(執手) 즉 손을 잡음: 6욕천 가운데 제4천인 도솔천(兜率天)의 천중들은 집수(執手) 즉 상대의 손을 잡음으로써 음애를 성취한다. 즉, 야마천의 천중들처럼, 남천(男天)과 여천(女天)이 함께 염심(染心: 번뇌에 오염된 마음, 여기서는 성욕)을 일으킬지라도 서로 손을 잡기만 하면 바로 뜨거운 번뇌가 종식된다. 그러나 혼자서만 염심을 일으킨 경우라면 비록 집수의 즐거움은 향수할지라도 음애가 성취되지는 않는다. 그리고 만약 둘 모두에게 염심이 일어나지 않은 상태에서 집수하는 경우 이것은 마치 가족 · 친구 등의 친한 이들이 서로 경애(敬愛)하는 것과 같기 때문에 어떠한 과실(過失)도 없다.
4. 소(笑) 즉 웃음지음: 6욕천 가운데 제5천인 화락천(化樂天)의 천중들은 상향소(相向笑) 즉 서로를 향해 웃음으로써 음애를 성취한다. 즉, 야마천의 천중들처럼, 남천(男天)과 여천(女天)이 함께 염심(染心: 번뇌에 오염된 마음, 여기서는 성욕)을 일으킬지라도 서로를 향해 웃기만 하면 바로 뜨거운 번뇌가 종식된다. 그러나 혼자서만 염심을 일으킨 경우라면 비록 웃음지음의 즐거움은 향수할지라도 음애가 성취되지는 않는다. 그리고 만약 둘 모두에게 염심이 일어나지 않은 상태에서 웃음짓는 경우 이것은 마치 가족 · 친구 등의 친한 이들이 서로 경애(敬愛)하는 것과 같기 때문에 어떠한 과실(過失)도 없다.
5. 시(視) 즉 바라봄: 6욕천 가운데 제6천인 타화자재천(他化自在天)의 천중들은 상시(相視) 즉 서로 마주 봄으로써 음애를 성취한다. 즉, 야마천의 천중들처럼, 남천(男天)과 여천(女天)이 함께 염심(染心: 번뇌에 오염된 마음, 여기서는 성욕)을 일으킬지라도 서로 마주 보기만 하면 바로 뜨거운 번뇌가 종식된다. 그러나 혼자서만 염심을 일으킨 경우라면 비록 바라봄의 즐거움은 향수할지라도 음애가 성취되지는 않는다. 그리고 만약 둘 모두에게 염심이 일어나지 않은 상태에서 마주보는 경우 이것은 마치 가족 · 친구 등의 친한 이들이 서로 경애(敬愛)하는 것과 같기 때문에 어떠한 과실(過失)도 없다.

그런데, 《구사론》 제11권과 《순정리론》 제31권에 따르면, 설일체유부의 정통파인 비바사사에서는 위의 6욕천음상의 내용은 뜨거운 번뇌가 해소되는 시간의 차별을 나타내는 비유적인 표현일 뿐이라고 해석한다. 즉, 실제로는 6욕천 모두에서 형교(形交) 즉 인간처럼 신체적인 형태상의 교합에 의해 음애가 성취된다고 본다. 《구사론》 제11권에서는 다음과 같이 말하고 있다.
 毘婆沙師作如是釋六天皆以形交成婬。世施設中說相抱等。但為顯彼時量差別。以上諸天欲境轉妙貪心轉捷故使之然。

 
그러나 비바사사(毘婆沙師)는 이와 같이 해석하고 있다. "6욕천은 모두 신체적인 형태상으로 교합[形交]하여야 비로소 음애를 성취하니, 《세시설론(世施設論)》 중에서 서로 포옹하는 것 따위를 설한 것은 다만 그같이 [뜨거운 번뇌가 종식되는] 시간의 차별을 나타내기 위함이었다."

즉 이상의 온갖 천들은 욕계의 경계로 전전(轉展)함이 미묘하고, 탐심(貪心)이 민첩하게 일어나기 때문에 그렇게 되는 것이다. [다시 말해 짧은 시간에 다수의 음애를 성취하는 것이다.]
 — 《구사론》 제11권. 한문본 & 한글본

### 3종욕생
욕생(欲生, 산스크리트어: kāmōpapatti, 티베트어: 'dod pa skye ba, 영어: reborn into desire)이란, 부파불교의 설일체유부의 논서 《집이문족론》에 제5권에 따르면, 욕계생(欲界生) 즉 욕계에 태어나는 것 또는 욕계에서 사는 것을 말한다. 즉, 욕계의 삶을 말한다. 보다 엄밀히 말하자면, 욕생은 욕진(欲塵: 5욕, 6욕과 5진)의 경계를 수용하기 위하여 태어나는 것, 혹은 묘욕(妙欲)의 경계를 수용하는데 자재한 욕계의 인(人) · 천(天)을 말한다.
부파불교의 설일체유부의 논서인 《집이문족론》 제8권과 《구사론》 제8권, 대승불교의 유식유가행파의 논서인 《유가사지론》 제5권 등에 따르면, 욕생은 3가지로 분류되며, 이것을 전통적인 용어로 현수욕진생(現受欲塵生) · 자변욕진생(自變欲塵生) · 타화욕진생(他化欲塵生)의 3욕생(三欲生) 또는 3종욕생(三種欲生)이라 한다. 또는 순서대로 제1욕생(第一欲生) · 제2욕생(第二欲生) · 제3욕생(第三欲生)이라고도 한다.
제1욕생(第一欲生)인 현수욕진생(現受欲塵生)은 인간도와 6욕천 중 아래의 4천인 4천왕천(四天王天) · 도리천(忉利天) · 야마천(夜摩天) · 도솔천(兜率天)의 유정들을 말한다. 이 유정들은 자신 앞에 현전하는 온갖 묘욕경(妙欲境) 즉 욕진(欲塵) 즉 욕경(欲境)을 즐거이 향수(享受)하면서 이들 경계로 자유자재로 전전하기 때문에 현수욕진생(現受欲塵生)이라 한다.
제2욕생(第二欲生)인 자변욕진생(自變欲塵生)은 6욕천 중 제5천인 화락천(化樂天)의 유정들을 말한다. 이 유정들은 '자신 스스로가 변화시켜 나타나게 한[自化 또는 自變]' 온갖 묘욕경(妙欲境) 즉 욕진(欲塵) 즉 욕경(欲境)을 즐거이 향수(享受)하면서 이들 경계로 자유자재로 전전하기 때문에 자변욕진생(自變欲塵生)이라 한다. 자신 스스로가 변화시켜 나타나게 한 온갖 묘욕경이란, 예를 들어, 갖가지로 남녀 등의 일을 변화로 만들어서 스스로가 재미있게 즐기는 것을 말하는데, 천녀(天女)가 천남(天男)들을 변화로 만들어서 유흥을 즐기고, 천남이 천녀들을 변화로 만들어서 유흥을 즐기는 것이 이에 해당한다.
제3욕생(第三欲生)인 타화욕진생(他化欲塵生)은 6욕천 중 제5천인 타화자재천(他化自在天)의 유정들을 말한다. 이 유정들은 '다른 유정이 변화시켜 나타나게 한[他化]' 온갖 묘욕경(妙欲境) 즉 욕진(欲塵) 즉 욕경(欲境)을 즐거이 향수(享受)하면서 이들 경계로 자유자재로 전전하기 때문에 타화욕진생(他化欲塵生)이라 한다. 다른 유정이 변화시켜 나타나게 한 온갖 묘욕경이란, 예를 들어, 높은 지위의 천중이 낮은 지위의 천중으로 하여금 갖가지 색(色) · 성(聲) · 향(香) · 미(味) · 촉(觸)의 묘욕경을 변화로 만들게 한 후 높은 지위의 천중이 그것들을 자유로이 즐기는 것이 이에 해당한다.

### 4생 분별
불교의 우주론에 따르면, 3계 · 6도의 모든 유정은 태어나는 형태에 따라 그 유형을 난생(卵生) · 태생(胎生) · 습생(濕生) · 화생(化生)의 4생(四生)으로 구분할 수 있다. 부파불교의 설일체유부의 논서 《구사론》 제11권에 따르면, 6욕천의 천중들은 화생으로 태어나는데, 남천(男天)과 여천(女天)의 무릎 위[膝上]에서 홀연히 화생(化生)한다.
 隨彼諸天男女膝上。有童男童女欻爾化生。即說為彼天所生男女。

 
그곳[6욕천]의 동남 동녀는 그러한 온갖 천들의 남 · 여 무릎 위[膝上]에서 홀연히 화생(化生)하는데, 그들을 일러 온갖 천에게서 태어난 남 · 여라고 한다.
 — 《구사론》 제11권. 한문본 & 한글본
대승불교의 유식유가행파의 논서 《유가사지론》 제5권에 따르면, 6욕천의 천중들은 화생으로 태어나는데, 《구사론》의 설명과는 달리, 어깨 위[肩上]나 품속[懷中]에서 홀연히 화생한다.
 又一切欲界天眾無有處女胎藏。然四大王眾天於父母肩上或於懷中。如五歲小兒欻然化出。三十三天如六歲。時分天如七歲。知足天如八歲。樂化天如九歲。他化自在天如十歲。

 
또한 일체의 욕계의 천들[天衆]은 여자의 태장(胎藏)에 처(處)하는 일이 없으나, 4대왕중천(大王衆天)은 부모의 어깨 위[肩上]나 혹은 품속[懷中]에서 5세의 소아(小兒)와 같은 (크기로) 홀연히[欻然] 화출(化出)하며, 삼십삼천(三十三天)은 6세와 같은 (크기로), 시분천(時分天)은 7세와 같은 (크기로), 지족천(知足天)은 8세와 같은 (크기로), 락화천(樂化天)은 9세와 같은 (크기로), 타화자재천(他化自在天)은 10세와 같은 (크기로 화출(化出)한다).
 — 《유가사지론》 제5권. 한문본 & 한글본
한편, 《구사론》 제8권 등에 따르면, 3계 · 6도 가운데, 나락가 즉 '지옥에 태어나는 모든 유정', 천(天) 즉 '온갖 하늘에 모든 유정', 중유(中有)에 태어나는 모든 유정, 그리고 겁초(劫初)에 태어나는 인간 · 축생 · 아귀를 비롯한 일부의 인간 · 축생 · 아귀들이 화생한다. 즉, "감관을 모두 갖추어 결함이 없으면서 수족이나 마디마디[支分]가 단박에 생겨나니, 없는 듯하다가 홀연히 존재한다."
 云何化生。謂有情類生無所託是名化生。如那落迦天中有等。具根無缺支分頓生。無而欻有故名為化。

 
무엇을 일컬어 화생이라고 하는 것인가?

이를테면 어떤 곳(즉 앞에서 언급한 알 · 태 · 습기 등)에도 의탁한 바없이 생겨나는 유정류를 화생이라 이름하니, 예컨대 나락가나 천(天), 중유 등과 같은 것이다. 즉 감관을 모두 갖추어 결함이 없으면서 수족이나 마디마디[支分]가 단박에 생겨나니, 없는 듯하다가 홀연히 있기 때문에 화생이라 이름하는 것이다.
 — 《구사론》 제8권. 한문본 & 한글본

## 6욕천

### 4천왕천
4천왕천(四天王天, 산스크리트어: cātur-mahārāja-kāyikā devāḥ)은 의역하여 4왕천(四王天) · 4대왕중천(四大王衆天) · 4대천왕중천(四大天王衆天) 또는 대왕천(大王天)이라고도 한다.
6욕천 가운데 제1천인 4천왕천(四天王天)은 《구사론》 제11권에 따르면, 4대주를 포함한 9산8해(九山八海)를 비추는 해와 달과, 9산 중 수미산과 철위산을 제외한 7금산(七金山)과, 수미산의 하반부 4만 유선나의 지표면에 걸쳐 존재하는 지거천으로, 6욕천 가운데 가장 넓은 면적의 하늘이다.
거주하는 유정들이라는 측면에서 보면,
4천왕천은 4천왕, 즉 동쪽의 지국천왕(持國天王) · 남쪽의 증장천왕(增長天王) · 서쪽의 광목천왕(廣目天王) · 북쪽 다문천왕(多聞天王)과 이들이 이끄는 천중들이 거주하는 하늘이며, 이러한 이유로 이 하늘을 4천왕천이라고 부른다. 이 천중들은 4천왕의 지도하에 국토와 불법(佛法)과 불법에 귀의한 유정들을 수호하는 일을 담당한다.
보다 자세히 설명하자면, 《구사론》 제11권에 따르면,
수미산의 하반부 4만 유선나는 4층으로 나뉘는데 각각의 층은 높이는 동일하다. 즉, 각각의 높이가 1만 유선나이다. 각 층에는 수미산 옆으로 돌출되어 나온 땅이 있는데 아래의 제1층급부터 제4층급까지 돌출되어 나온 땅의 너비는 각각은 1만 6천 · 8천 · 4천 · 2천 유선나이다. 이 4층 중 맨 아래의 제1층급에는 견수(堅手)라 불리는 약차(藥叉, 산스크리트어: yakṣa, 야차(夜叉))들이, 제2층급에는 지만(持鬘)이라 불리는 약차들이, 제3층급에는 항교(恒憍)라 불리는 약차들이 거주하는데 이들은 모두 4천왕천에 소속된 천중들이다. 제4층급은 지국천(持國天) · 증장천(增長天) · 광목천(廣目天) · 다문천(多聞天)의 네 하늘의 천중들과 이 모든 4천왕천의 천중들을 이끄는 4천왕이 거주하는 하늘이다.
《장아함경》 제12권 〈19. 대회경(大會經)〉에서는 4천왕에 대해 다음과 같이 설명하고 있다.
 復有東方提頭賴吒天王。領乾沓和神。有大威德。有九十一子。盡字因陀羅。皆有大神力。南方毗樓勒天王。領諸龍王。有大威德。有九十一子。亦字因陀羅。有大神力。西方毗樓博叉天王。領諸鳩槃茶鬼。有大威德。有九十一子。亦字因陀羅。有大神力。北方天王名毗沙門。領諸悅叉鬼。有大威德。有九十一子。亦字因陀羅。有大神力。此四天王護持世者。有大威德。身放光明。來詣迦維林中。

 
또 동방의 제두뢰타천왕(提頭賴吒天王, 산스크리트어: Dhrtarāstra: 지국천왕의 음역)은 건답화신(乾沓和神: 건달바신)을 거느렸는데 큰 위덕이 있었고, 그 91명의 아들도 또한 인다라(因陀羅)라고 이름하며 큰 신력이 있었다. 남방의 비루륵천왕(毗樓勒天王, 산스크리트어: Virūdhaka: 증장천왕의 음역)은 모든 용왕을 거느렸는데 큰 위덕이 있었고, 그 91명의 아들도 또한 인다라라고 이름하며 큰 신력이 있었다. 서방의 비루박차천왕(毗樓博叉天王, 산스크리트어: Virūpāksa: 광목천왕의 음역)은 모든 구반다(鳩槃茶) 귀신을 거느렸는데 큰 위력이 있었고, 그 91명의 아들도 또한 인다라라 이름하며 큰 신력이 있었다. 북방천왕의 이름은 비사문(毘舍門, 산스크리트어: Vaiśravana 또는 Dhanada: 다문천왕의 음역)으로서 모든 열차[悅叉鬼]를 거느렸는데 큰 위덕이 있었고, 그 91명의 아들도 또한 인다라라 이름하며 큰 신력이 있었다. 이 4천왕은 세상을 보호[護持世]하는 자로서 큰 위덕이 있었는데, 몸으로 광명을 놓으며 [고타마 붓다의 설법을 듣기 위해] 가유 숲[迦維林]으로 찾아 왔다.
 — 《장아함경》 제12권 〈19. 대회경(大會經)〉. 한문본 & 한글본
요약하여 다시 말하자면, 4천왕천의 천중이란 해와 달에 거주하는 천중들 즉 일천(日天)과 월천(月天), 9산 중 맨 바깥의 철위산과 맨 안쪽의 수미산을 제외한 일곱 산 즉 7금산(七金山)의 천중들, 수미산의 하반부 4층급에 존재하는 천중들, 그리고 이 모든 천중들을 이끄는 4천왕을 말한다. 그리고 4천왕이 거주하는 궁전은 수미산의 중턱, 즉 아래로부터 4만 유선나 되는 곳에 위치한다.
《구사론》 제11권에 따르면, 4천왕천(四天王天)으로부터 대해(大海) 즉 수미해(須彌海)까지의 거리는 4천왕천의 가장 높은 곳 즉 4천왕의 궁전이 있는 제4층급을 기준으로 하였을 때 '2만의 2승' 유선나 즉 4만 유선나이다. 그리고 4천왕천으로부터 그 다음에 있는 하늘인 6욕천의 제2천 도리천(忉利天) 즉 33천(三十三天)까지의 거리도 역시 4만 유선나이다. 이러한 것은 다른 하늘의 경우도 마찬가지이다. 즉, "대략 총괄적으로 말해서", 어떤 하늘로부터 수미해까지의 거리와 그 하늘로부터 그것의 다음 하늘까지의 거리가 동일하다.
《구사론》 제11권에 따르면, 4천왕천(四天王天)의 천중들은 인간처럼 신체적인 형태상의 교합에 의해 음애를 성취한다. 즉, 형교(形交: 신체적인 교합) · 재포(纔抱: 잠시 포옹함) · 집수(執手: 손을 잡음) · 상향소(相向笑: 서로를 향해 웃음) · 상시(相視: 서로 마주 봄)의 5가지 6욕천음상(六欲天婬相) 가운데 형교에 해당한다. 하지만, 그렇지만 풍기(風氣)만을 배설함으로써 뜨거운 번뇌[熱惱]를 바로 제거하기 때문에 인간처럼 다른 어떤 부정(不淨)을 갖지는 않는다.
《구사론》 제11권에 따르면, 4천왕천(四天王天)을 비롯한 모든 하늘의 천중들은 천남과 천녀의 무릎 위에서 홀연히 화생(化生)하는데, 4천왕천의 갓 태어난[初生] 천중들의 신체의 크기는 남섬부주의 인간들 가운데 다섯 살 정도의 아이와 같다. 그리고 태어난 후 빠르게 성인의 크기로 자란다.
《구사론》 제11권에 따르면, 4천왕천(四天王天)을 비롯한 모든 하늘의 천중들은 모두 성언(聖言: 바라문의 말)으로 말한다. 즉, 모든 천중들이 사용하는 언어는 중인도의 언어와 같다.
《구사론》 제11권과 《유가사지론》 제5권에 따르면, 4천왕천(四天王天)은 현수욕진생(現受欲塵生) · 자변욕진생(自變欲塵生) · 타화욕진생(他化欲塵生)의 3종욕생과 이생희락(離生喜樂) · 정생희락(定生喜樂) · 이희락(離喜樂)의 3종낙생 가운데, 현수욕진생에 해당한다.
《구사론》 제11권에 나타난 비바사사의 견해에 따르면, 기본적으로 4천왕천(四天王天)의 천(天)이 4천왕천 보다 높은 처소 즉 하늘을 볼 수 없다. 그리고 이것은 다른 모든 하늘의 천(天)의 경우에서도 마찬가지이다. 인과에 따라 특정한 처소 즉 하늘에 태어나기 때문에, 즉 하지(下地)의 염오를 떠나 상지(上地)에 태어나는 것이기 때문에, 인과가 다르므로 하지의 눈[眼]으로는 상지의 색(色)을 볼 수 없다. 하지만, 하지의 눈[眼]으로 상지의 색(色)을 볼 수 있는 경우가 있는데 그것은 다음의 3가지 중 어느 하나에 의해서이다.
1. 선정 수행을 통해 스스로 신통력을 획득하여 상위의 하늘로 상승한 경우
2. 신통력을 가진 다른 유정의 인도를 받아 상위의 하늘로 상승한 경우
3. 상천(上天) 즉 상위의 하늘의 천(天)의 인도를 받아 상위의 하늘로 상승한 경우

《구사론》 제11권에 따르면, 4천왕천(四天王天)의 천(天)이 하지(下地) 즉 욕계의 남섬부주 등으로 하강할 경우 4천왕천에서의 자신의 몸으로 내려오는 것이 아니라 해당 하지의 몸으로 변화하여 내려온다. 그리고 이것은 다른 모든 하늘의 천(天)의 경우에서도 마찬가지이다. 즉, 하지(下地) 즉 하위의 하늘이나 욕계의 인간세계 등으로 내려올 때 해당 하지의 몸으로 변화하여 내려온다. 이러한 이유로, 하지의 유정이 하강한 상지의 유정의 색(色)을 볼 수 있다.

### 도리천
도리천(忉利天, 산스크리트어: Trāyastriṃśa)은 음역하여 다라야등릉사(多羅夜登陵舍) 또는 달리야달리사(怛唎耶怛唎奢)라고도 하며, 의역하여 33천(三十三天)이라고도 한다.
6욕천 가운데 제2천인 도리천(忉利天) 또는 33천(三十三天)은 33가지 부류의 천들이 거주하는 하늘이다.
도리천은 수미산의 꼭대기에 위치하는 지거천으로, 《구사론》 제11권에 따르면 수미산의 정상부의 넓이, 즉 도리천의 넓이에 대해서는 두 가지 견해가 있는데, 하나는 수미산의 밑면과 그 넓이가 동일하다는 것이고 다른 하나는 밑면의 16분의 1이라는 것이다. 즉, 수미산의 밑면과 정상부는 모두 정사각형의 형태인데, 수미산의 밑면의 각각의 변의 길이는 8만 유선나이다. 수미산의 정상부의 각각의 변의 길이에 대해서는 밑변과 동일한 8만 유선나라는 설과 밑변의 4분의 1인 2만 유선나라는 설이 있다.
수미산의 정상부의 4방의 각각에는 8개의 천성(天城)이 있으며 중앙에는 제석천(帝釋天)이 거주하는 궁전인 선견성(善見城)이 있다. 선견성은 희견성(喜見城)이라고도 한다. 이렇게 하여 도리천에는 33가지 처소가 있고 이 때문에 도리천은 33천(三十三天)이라고도 불린다.
《구사론》 제11권에 따르면, 도리천(忉利天)으로부터 대해(大海) 즉 수미해(須彌海)까지의 거리는 '2만의 3승' 유선나 즉 8만 유선나이다. 그리고 도리천으로부터 그 다음에 있는 하늘인 6욕천의 제3천 야마천(夜摩天)까지의 거리도 역시 8만 유선나이다. 이러한 것은 다른 하늘의 경우도 마찬가지이다. 즉, "대략 총괄적으로 말해서", 어떤 하늘로부터 수미해까지의 거리와 그 하늘로부터 그것의 다음 하늘까지의 거리가 동일하다.
《구사론》 제11권에 따르면, 도리천(忉利天)의 천중들은 인간처럼 신체적인 형태상의 교합에 의해 음애를 성취한다. 즉, 형교(形交: 신체적인 교합) · 재포(纔抱: 잠시 포옹함) · 집수(執手: 손을 잡음) · 상향소(相向笑: 서로를 향해 웃음) · 상시(相視: 서로 마주 봄)의 5가지 6욕천음상(六欲天婬相) 가운데 형교에 해당한다. 하지만, 그렇지만 풍기(風氣)만을 배설함으로써 뜨거운 번뇌[熱惱]를 바로 제거하기 때문에 인간처럼 다른 어떤 부정(不淨)을 갖지는 않는다.

### 야마천
야마천(夜摩天, 산스크리트어: Yāmādevāḥ)은 음역하여 수야마천(須夜摩天) · 염마천(焰摩天) · 염천(焰天) 또는 제3염천(第三焰天)이라고도 하며, 의역하여 선시천(善時天) 또는 시분천(時分天)이라고도 한다.
6욕천 가운데 제3천인 야마천(夜摩天)은 시시때때로 대부분 쾌락과 상응하는 하늘이다.
《구사론》 제11권에 따르면, 야마천(夜摩天)으로부터 대해(大海) 즉 수미해(須彌海)까지의 거리는 '2만의 4승' 유선나 즉 16만 유선나이다. 그리고 야마천으로부터 그 다음에 있는 하늘인 6욕천의 제4천 도솔천(兜率天)까지의 거리도 역시 16만 유선나이다. 이러한 것은 다른 하늘의 경우도 마찬가지이다. 즉, "대략 총괄적으로 말해서", 어떤 하늘로부터 수미해까지의 거리와 그 하늘로부터 그것의 다음 하늘까지의 거리가 동일하다.
《구사론》 제11권에 따르면, 야마천(夜摩天)의 천중들은 인간과는 달리 잠시 서로 포옹함으로써 음애를 성취한다. 즉, 형교(形交: 신체적인 교합) · 재포(纔抱: 잠시 포옹함) · 집수(執手: 손을 잡음) · 상향소(相向笑: 서로를 향해 웃음) · 상시(相視: 서로 마주 봄)의 5가지 6욕천음상(六欲天婬相) 가운데 재포에 해당한다. 달리 말하면, 잠시 서로 껴안기만 하면 바로 뜨거운 번뇌[熱惱]가 종식된다.

### 도솔천
도솔천(兜率天, 산스크리트어: Tuṣita)은 음역하여 도사다천(睹史多天) · 도사다천(都史多天) · 도사다천(兜駛多天) · 도사타천(兜師陀天) · 도솔다천(兜率多天) · 도솔천(都率天) · 도솔타천(兜率陀天) · 도술천(兜術天)이라고도 한다. 의역하여 묘족천(妙足天) · 지족천(知足天) · 희락천(喜樂天) 또는 희족천(喜足天)이라고도 한다.
6욕천 가운데 제4천인 도솔천(兜率天)은 대개 자신이 향수(享受)하는 것에 대해 희족심(喜足心: 기쁘게 만족하는 마음)을 내는 하늘이다.
《구사론》 제11권에 따르면, 도솔천(兜率天)으로부터 대해(大海) 즉 수미해(須彌海)까지의 거리는 '2만의 5승' 유선나 즉 32만 유선나이다. 그리고 도솔천으로부터 그 다음에 있는 하늘인 6욕천의 제5천 화락천(化樂天)까지의 거리도 역시 32만 유선나이다. 이러한 것은 다른 하늘의 경우도 마찬가지이다. 즉, "대략 총괄적으로 말해서", 어떤 하늘로부터 수미해까지의 거리와 그 하늘로부터 그것의 다음 하늘까지의 거리가 동일하다.
《구사론》 제11권에 따르면, 야마천(夜摩天)의 천중들은 인간과는 달리 서로 손을 잡음으로써 음애를 성취한다. 즉, 형교(形交: 신체적인 교합) · 재포(纔抱: 잠시 포옹함) · 집수(執手: 손을 잡음) · 상향소(相向笑: 서로를 향해 웃음) · 상시(相視: 서로 마주 봄)의 5가지 6욕천음상(六欲天婬相) 가운데 집수에 해당한다. 달리 말하면, 잠시 서로의 손을 잡기만 하면 바로 뜨거운 번뇌[熱惱]가 종식된다.

### 화락천
화락천(化樂天, 산스크리트어: Nirmāṇaratideva, Sunirmāarati)은 음역하여 니마라천(尼摩羅天) · 수밀타천(須密陀天) · 수열밀타천(須涅密陀天) 또는 유나라니천(維那羅泥天)이라고도 한다. 의역하여 낙무만천(樂無慢天) · 낙변화천(樂變化天) · 무공고천(無貢高天) · 불교락천(不憍樂天) · 화자락천(化自樂天) 또는 화자재천(化自在天)이라고도 한다.
6욕천 가운데 제5천인 화락천(化樂天)은 즐거이 자주 묘욕경[欲境]을 변화시키며, 그렇게 변화시킨 묘욕경을 가지고 즐거움을 향수하는 하늘이다.
《구사론》 제11권에 따르면, 화락천(化樂天)으로부터 대해(大海) 즉 수미해(須彌海)까지의 거리는 '2만의 6승' 유선나 즉 64만 유선나이다. 그리고 화락천으로부터 그 다음에 있는 하늘인 6욕천의 제6천 타화자재천(他化自在天)까지의 거리도 역시 64만 유선나이다. 이러한 것은 다른 하늘의 경우도 마찬가지이다. 즉, "대략 총괄적으로 말해서", 어떤 하늘로부터 수미해까지의 거리와 그 하늘로부터 그것의 다음 하늘까지의 거리가 동일하다.
《구사론》 제11권에 따르면, 화락천(化樂天)의 천중들은 인간과는 달리 서로를 향해 웃음으로써 음애를 성취한다. 즉, 형교(形交: 신체적인 교합) · 재포(纔抱: 잠시 포옹함) · 집수(執手: 손을 잡음) · 상향소(相向笑: 서로를 향해 웃음) · 상시(相視: 서로 마주 봄)의 5가지 6욕천음상(六欲天婬相) 가운데 상향소에 해당한다. 달리 말하면, 잠시 서로를 향해 웃기만 하면 바로 뜨거운 번뇌[熱惱]가 종식된다.

### 타화자재천
타화자재천(他化自在天, 산스크리트어: Para-nirmita-vaśa-vartino devāḥ)은 음역하여 바라니밀(波羅尼蜜) · 바라니밀화야월치(波羅尼蜜和耶越致) · 바라유마바사(波羅維摩婆奢) 또는 사사발리(娑舍跋提)라고도 한다. 의역하여 타화락천(他化樂天) · 타화자전천(他化自轉天) 또는 화응성천(化應聲天)이라고도 한다. 줄여서 자재천(自在天) · 타화천(他化天) 또는 화타천(化他天)이라고도 한다. 욕계의 여섯 번째 하늘이라는 뜻에서 제6천(第六天)이라고도 한다.
6욕천 가운데 제6천인 타화자재천(他化自在天)은 다른 유정이 변화시킨 묘욕경[欲境]을 자유자재하게 자신의 즐거움으로 향수하는 하늘이다.
《구사론》 제11권에 따르면, 타화자재천(他化自在天)으로부터 대해(大海) 즉 수미해(須彌海)까지의 거리는 '2만의 7승' 유선나 즉 128만 유선나이다. 그리고 타화자재천으로부터 그 다음에 있는 하늘인 색계의 제1천 범중천(梵衆天)까지의 거리도 역시 128만 유선나이다. 이러한 것은 다른 하늘의 경우도 마찬가지이다. 즉, "대략 총괄적으로 말해서", 어떤 하늘로부터 수미해까지의 거리와 그 하늘로부터 그것의 다음 하늘까지의 거리가 동일하다.
《구사론》 제11권에 따르면, 타화자재천(他化自在天)의 천중들은 인간과는 달리 서로 마주 봄으로써 음애를 성취한다. 즉, 형교(形交: 신체적인 교합) · 재포(纔抱: 잠시 포옹함) · 집수(執手: 손을 잡음) · 상향소(相向笑: 서로를 향해 웃음) · 상시(相視: 서로 마주 봄)의 5가지 6욕천음상(六欲天婬相) 가운데 상시에 해당한다. 달리 말하면, 잠시 서로 마주 보기만 하면 바로 뜨거운 번뇌[熱惱]가 종식된다.

## 참고 문헌
- 고려대장경연구소. 《고려대장경 전자 불교용어사전》. 고려대장경 지식베이스 / (사)장경도량 고려대장경연구소. |title=에 외부 링크가 있음 (도움말)
- 곽철환 (2003). 《시공 불교사전》. 시공사 / 네이버 지식백과. |title=에 외부 링크가 있음 (도움말)
- 미륵 지음, 현장 한역, 강명희 번역 (K.614, T.1579). 《유가사지론》. 한글대장경 검색시스템 - 전자불전연구소 / 동국역경원. K.570(15-465), T.1579(30-279). |title=에 외부 링크가 있음 (도움말)
- 불타야사·축불념 한역, 번역자 미상 (K.647, T.1). 《장아함경》. 한글대장경 검색시스템 - 전자불전연구소 / 동국역경원. K.647(17-815), T.1(1-1). |title=에 외부 링크가 있음 (도움말)
- 사나굴다 한역, 번역자 미상 (K.660, T.24). 《기세경》. 한글대장경 검색시스템 - 전자불전연구소 / 동국역경원. K.660(19-263), T.24(1-310). |title=에 외부 링크가 있음 (도움말)
- 세친 지음, 현장 한역, 권오민 번역 (K.955, T.1558). 《아비달마구사론》. 한글대장경 검색시스템 - 전자불전연구소 / 동국역경원. K.955(27-453), T.1558(29-1). |title=에 외부 링크가 있음 (도움말)
- 운허.  동국역경원 편집, 편집. 《불교 사전》. |title=에 외부 링크가 있음 (도움말)
- 중현 지음, 현장 한역, 권오민 번역 (K.956, T.1562). 《아비달마순정리론》. 한글대장경 검색시스템 - 전자불전연구소 / 동국역경원. K.956(27-680), T.1562(29-329). |title=에 외부 링크가 있음 (도움말)
- (영어) DDB. 《Digital Dictionary of Buddhism (電子佛教辭典)》. Edited by A. Charles Muller. |title=에 외부 링크가 있음 (도움말)
- (중국어) 미륵 조, 현장 한역 (T.1579). 《유가사지론(瑜伽師地論)》. 대정신수대장경. T30, No. 1579. CBETA. |title=에 외부 링크가 있음 (도움말)
- (중국어) 佛門網. 《佛學辭典(불학사전)》. |title=에 외부 링크가 있음 (도움말)
- (중국어) 불타야사·축불념 한역 (T.1). 《장아함경(長阿含經)》. 대정신수대장경. T1, No. 1, CBETA. |title=에 외부 링크가 있음 (도움말)}
- (중국어) 사나굴다 한역 (T.24). 《기세경(起世經)》. 대정신수대장경. T1, No. 24, CBETA. |title=에 외부 링크가 있음 (도움말)}
- (중국어) 星雲. 《佛光大辭典(불광대사전)》 3판. |title=에 외부 링크가 있음 (도움말)
- (중국어) 세친 조, 현장 한역 (T.1558). 《아비달마구사론(阿毘達磨俱舍論)》. 대정신수대장경. T29, No. 1558, CBETA. |title=에 외부 링크가 있음 (도움말)
- (중국어) 제관 록 (T.1931). 《천태사교의(天台四教儀)》. 대정신수대장경. T46, No. 1931, CBETA. |title=에 외부 링크가 있음 (도움말)
- (중국어) 중현 조, 현장 한역 (T.1562). 《아비달마순정리론(阿毘達磨順正理論)》. 대정신수대장경. T29, No. 1562, CBETA. |title=에 외부 링크가 있음 (도움말)